# Reindeer Games
Reindeer Games (também conhecido como Deception no Reino Unido, Jogo Duro no Brasil e Jogo de Traições em Portugal) é um filme estadunidense de 2000 do gênero ação e suspense. Com locações em Vancouver e Prince George, Columbia Britânica, Canadá. Produzido por Marty Katz, Chris Moore e Bob Weinstein. Outras informações técnicas: música de Alan Silvestri, cinematografia de Alan Caso e edição de Antony Gibbs e Michael Kahn. Distribuído pela Dimension Films.

## Sinopse
Rudy está preso em Iron Montain por 5 anos, por roubar carros. Na véspera de Natal ele e seu companheiro de cela Nick estão para serem libertados. Nick se corresponde há seis meses com uma garota que só conhece por fotografias. E fala tanto dela que Rudy se interessa. Porém, numa briga no refeitório, Nick é esfaqueado ao defender Rudy de outro detento. Rudy deixa a prisão sozinho e vai de encontro à garota, que se chama Ashley.
Rudy se faz passar por Nick e começa a namorar com a garota. Mas o romance é interrompido quando surge o irmão violento de Ashley, Gabriel. Ele quer que Rudy, ou melhor, Nick, ajude-o a roubar um cassino em Michigan. Nick havia escrito que trabalhara no local como segurança e desde então Gabriel e outros companheiros de profissão (caminhoneiros) planejam o assalto.
Rudy, ameaçado a todo instante de ser assassinado, não vê outra saída se não ajudar no roubo, ao mesmo tempo que tenta ficar com Ashley. Mas reviravoltas tornarão sua situação ainda mais desesperadora.

## Elenco
| Ator                  | Papel          |
| --------------------- | -------------- |
| Ben Affleck           | Rudy Duncan    |
| Charlize Theron       | Ashley Mercer  |
| James Frain           | Nick Cassidy   |
| Gary Sinise           | Gabriel Mercer |
| Clarence Williams III | Merlin         |
| Ashton Kutcher        | Estudante      |
| Donal Logue           | Pug            |
| Ron Perkins           | Ice Fisherman  |
| Dennis Farina         | Jack Bangs     |
| Dana Stubblefield     | The Alamo      |
| Isaac Hayes           | Zook           |

## Crítica
Reindeer Games tem recepção geralmente desfavorável pela crítica profissional. Com a pontuação de 25% em base de 88 avaliações, o Rotten Tomatoes chegou ao consenso: "Apesar de um elenco decente, tem atuações sem valor de produção e um enredo inventado, desapontado os avaliadores".

### Prêmios e Indicações
| Ano  | Prêmio                   | Categoria                | Indicação               | Resultado | Ref. |
| ---- | ------------------------ | ------------------------ | ----------------------- | --------- | ---- |
| 2000 | Teen Choice Award        | Ator de Cinema           | Ben Affleck             | Indicado  |      |
| 2001 | Taurus World Stunt Award | Best Work with a Vehicle | David Jacox, Jacob Rupp | Indicado  |      |
| 2001 | Taurus World Stunt Award | Best Fire Work           | Ernie Jackson           | Indicado  |      |